# Gustaf Didrik von Friesendorff
Gustaf Didrik von Friesendorff, född 11 juni 1741 i Stockholm, död 20 januari 1795 på Wrangelsholm i Valtorps socken, var en svensk friherre, militär och kopparstickare. 
Han var son till riksrådet Fredrik von Friesendorff och Katarina Elisabet Stierndahl.
von Friesendorff blev överstelöjtnant 28 augusti 1783, men avskedades 29 oktober 1790 på grund av kapitulationen vid slaget vid Kvistrum 1788. Han invaldes som ledamot nr 55 av Kungliga Musikaliska Akademien den 27 mars 1773. På 1760-talet studerade han teckning för Jacob Gillberg och utförde då en del landskapsvyer i den rokokoidylliska stilen. von Friesendorff är representerad vid Nationalmuseum med tre gravyrer.